# Alois Kälin
Alois «Wisel» Kälin (* 13. April 1939 in Einsiedeln) ist ein ehemaliger Schweizer Skisportler, der in der Nordischen Kombination und im Skilanglauf in den 1960er und 1970er Jahren an Wettkämpfen teilnahm.

## Werdegang
Bei der Nordischen Skiweltmeisterschaft 1966 in Oslo gewann er hinter den Deutschen Georg Thoma und Franz Keller die Bronzemedaille, bei den Olympischen Winterspielen 1968 in Grenoble wurde er hinter Keller Zweiter in der Nordischen Kombination. Mit der Schweizer 4 × 10-km-Langlaufstaffel holte er bei den Olympischen Winterspielen 1972 in Sapporo eine weitere Bronzemedaille.
Kälin war der erste Schweizer, der bei Olympischen Winterspielen in den nordischen Disziplinen einen Podestplatz erreichte. Er ist auch der bisher letzte Sportler überhaupt, der sowohl im Skilanglauf als auch in der Nordischen Kombination olympische Medaillen gewinnen konnte. Von 1998 bis 2019 war er Inhaber eines Sportgeschäfts in Einsiedeln («Wisel Kälin Sport AG»).
Während seiner aktiven Karriere gewann Kälin insgesamt viermal den Schweizer Meistertitel in der Nordischen Kombination, so 1962 in Château-d’Oex, 1963 in Einsiedeln, 1966 in Andermatt und 1967 erneut in Einsiedeln.
Kälins Bruder Stefan Kälin war als alpiner Skirennläufer aktiv und startete ebenfalls bei Olympischen Spielen.